# Megaerops
Genre
Megaerops est un genre de chauves-souris.

## Liste des espèces
- Megaerops ecaudatus (Temminck, 1837)
- Megaerops kusnotoi Hill et Boedi, 1978
- Megaerops niphanae Yenbutra et Felten, 1983
- Megaerops wetmorei Taylor, 1934